# Schirrmeister
Schirrmeister (altertümlich auch Geschirrmeister) ist eine Bezeichnung für Verwalter und Betreuer von umfangreichem Material wie Fuhrparke und deren Zubehör.

## Etymologie
Die Bezeichnung des Geschirrmeisters leitet sich von dem Begriff Geschirr mit seinen unterschiedlichen Bedeutungen ab. Der Begriff wurde historisch meist im Transportwesen wie in Bereichen mit landwirtschaftlichem, technischem, militärischem, jagdlichem Hintergrund und auch in der Schifffahrt genutzt.

## Begriffsverwendung im 20. und 21. Jahrhundert
Der Schirrmeister (Abk. SchirrMstr) einer Kompanie, eines Bataillons oder eines Regimentes ist ein nach Handwerkerinnung ausgebildeter und geprüfter Kfz-Meister, oft im Dienstgrad eines Stabsfeldwebels. Dieser ist dem Stabszug der Stabs- und Versorgungskompanie unterstellt, verrichtet aber im Stab des Verbandes seinen Dienst.
Der Instandsetzungszug, kurz InstZug, ist für die Instandsetzung des Fuhrparks eines militärischen Verbandes zuständig und wird vom InstZugführer geführt. Er ruft beispielsweise Fahrzeuge aus Einheiten ab, damit an diesen Fristenarbeiten durchgeführt werden können oder eine Hauptuntersuchung (bei der Bundeswehr Technische Materialprüfung (TMP) genannt) vorgenommen werden kann.
Zudem wird der Begriff Schirrmeister bei den Feuerwehrtechnischen Zentralen, im Ehrenamt des THWs, im Katastrophenschutz aktiver Organisationen und der Polizei verwendet.

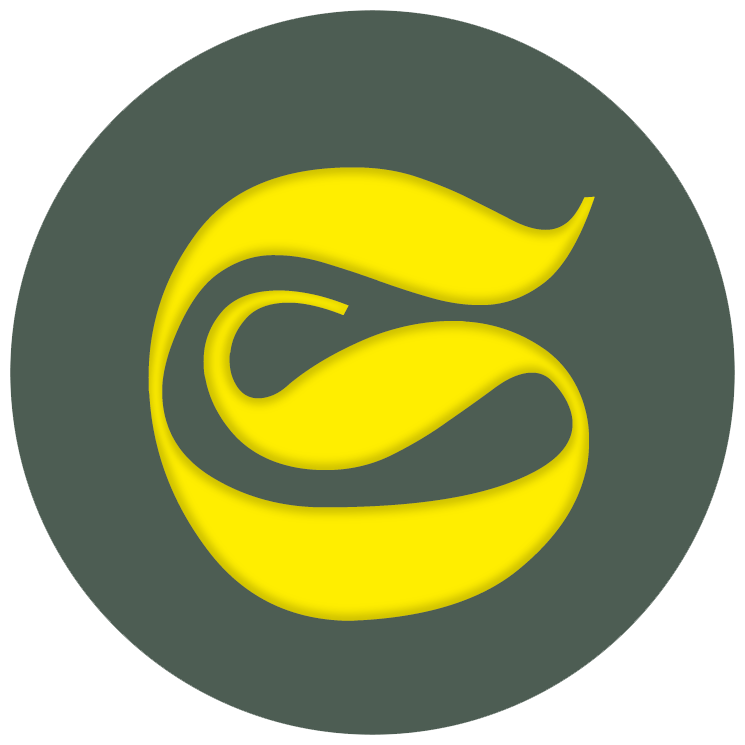
Schirrmeisterabzeichen bei der Wehrmacht
Dienststellungskennzeichen eines Schirrmeisters im Technischen Hilfswerk